# Nupserha testaceipes
Nupserha testaceipes là một loài bọ cánh cứng trong họ Cerambycidae.